# Kaštela
Kaštela [kaʃˈtɛla] est une municipalité composé d'un ensemble de 7 localités située en Dalmatie, dans le comitat de Split-Dalmatie, en Croatie. Au recensement de 2001, la municipalité comptait 34 103 habitants, dont 96,65 % de Croates.

## Localités
La municipalité de Kaštela compte 7 localités : 
| - Kaštel Gomilica - Kaštel Kambelovac - Kaštel Lukšić - Kaštel Novi | - Kaštel Stari - Kaštel Sućurac - Kaštel Štafilić |

## Jumelages
La ville de Kaštela est jumelée avec :
- Bardejov (Slovaquie)
- Hradec Králové (Tchéquie)
- Kiseljak (Bosnie-Herzégovine)
- Kupres (Bosnie-Herzégovine)
- Lindlar (Allemagne)
- Pszczyna (Pologne)
- Sušice (Tchéquie)
- Zaprešić (Croatie)
- Yountville (États-Unis)